# Baxley
Pour les articles homonymes, voir Baxley (homonymie).
La ville de Baxley est le siège du comté d'Appling, dans l’État de Géorgie, aux États-Unis. Elle comptait 4 400 habitants lors du recensement de 2010.
La centrale nucléaire Edwin I. Hatch est située au nord de la ville sur les rives de la rivière Altamaha.

## Démographie
| 1880 | 1890 | 1900 | 1910 | 1920  | 1930  |
| ---- | ---- | ---- | ---- | ----- | ----- |
| 110  | 337  | 488  | 831  | 1 142 | 2 122 |

| 1940  | 1950  | 1960  | 1970  | 1980  | 1990  |
| ----- | ----- | ----- | ----- | ----- | ----- |
| 2 916 | 3 409 | 4 268 | 3 503 | 3 586 | 3 841 |

| 2000  | 2010  | - | - | - | - |
| ----- | ----- | - | - | - | - |
| 4 150 | 4 400 | - | - | - | - |